# Meteorium leuconeurum
Meteorium leuconeurum är en bladmossart som beskrevs av Roelof Benjamin van den Bosch och Sande Lacoste 1864. Meteorium leuconeurum ingår i släktet Meteorium och familjen Meteoriaceae. Inga underarter finns listade i Catalogue of Life.